# Habia à crête rouge
Driophlox cristata
Espèce
Statut de conservation UICN

 LC  : Préoccupation mineure
Le Habia à crête rouge (Driophlox cristata), anciennement Tangara à crête rouge, est une espèce de passereaux de la famille des Cardinalidae qui était auparavant placée dans celle des Thraupidae.